# Chaswe Nsofwa
Chaswe Nsofwa (Zambia, 22 de octubre de 1978 - Beerseba, 29 de agosto de 2007) fue un futbolista zambiano. Jugaba en la posición de delantero. Falleció el 29 de agosto de 2007 en un entrenamiento en Israel.

## Trayectoria
Nació el 22 de octubre de 1978. Jugaba en el Hapoel Beersheba, equipo de la Segunda división de Israel. Falleció el 29 de agosto de 2007 en Beerseba, tras caer fulminado en un entrenamiento con su equipo a los 28 años de edad, justo un día después de la muerte del jugador del Sevilla FC, Antonio Puerta.

## Selección nacional
Fue internacional con la Selección de fútbol de Zambia en 17 ocasiones y marcó 17 goles. Participó en la Copa de África en 2002 disputada en Nigeria. 

## Clubes
| Club                      | País    | Año         |
| ------------------------- | ------- | ----------- |
| Zanaco FC                 | Zambia  | 2000 - 2002 |
| PFC Krylia Sovetov Samara | Rusia   | 2003 - 2004 |
| Melaka TMFC               | Malasia | 2005        |
| Zanaco FC                 | Zambia  | 2006        |
| Melaka TMFC               | Malasia | 2007        |
| Hapoel Be'er Sheva FC     | Israel  | 2007        |